# 모리촌 (나가노현)
모리촌(일본어: 森村)은 일본 나가노현 하니시나군에 있던 촌이다. 현재의 지쿠마시에 해당한다.

## 역사
- 1889년 4월 1일 - 정촌제 시행에 의해 모리촌이 단독으로 자치체를 형성하였다.
- 1955년
  - 4월 1일 - 야시로정, 아메노미야가타촌과 합병해 하니시나야시로정이 성립하여, 동일 모리촌은 폐지되었다.
  - 6월 1일 - 하니시나야시로정이 개칭해 야시로정이 되었다.
- 2003년 9월 1일 -  고쇼쿠 시, 사라시나 군 가미야마다 정, 하니시나 군 도구라 정이 합병해 지쿠마 시가 성립하였다.

## 교통

### 철도
- 일본국유철도
  - 호쿠리쿠 신칸센 (구 촌내에 통과는 하지만 당시엔 미개통)

### 도로
- 조신에쓰 자동차도 (현재는 통과하지만 당시엔 미개통)

## 참고문헌
- 角川日本地名大辞典 20 長野県